# قاسم أباد (إيران)
قاسم أباد (بالفارسية: قاسم‌آباد) هي مدينة تقع في إيران في خراسان رضوي. يقدر عدد سكانها بـ 4,022 نسمة .